# Cadre Noir

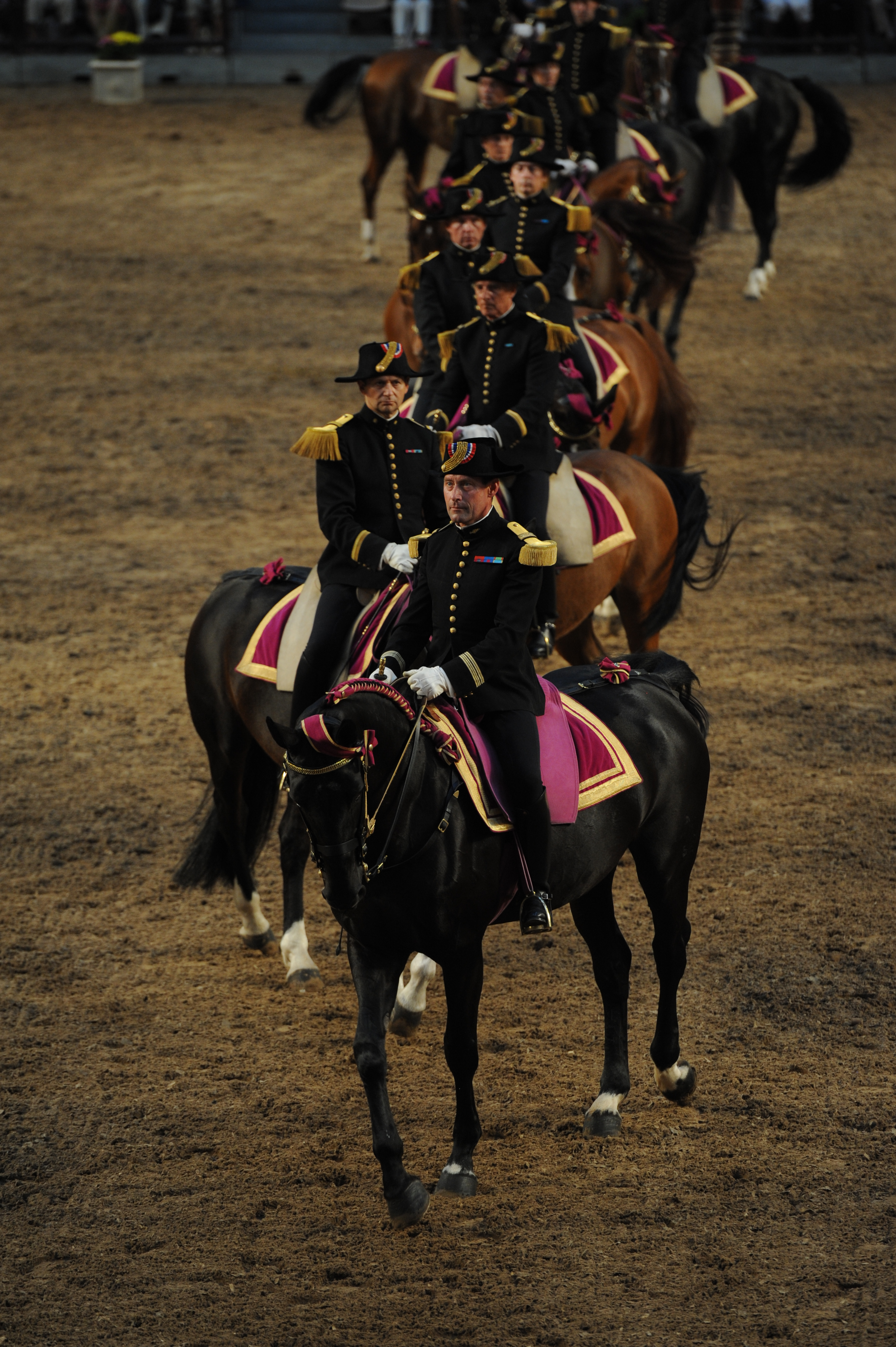

Cadre Noir (Cadrul negru) este un corp de instructori de elită de la școala militară de echitație École Nationale d’Équitation. Se află în orașul Saumur din Franța. Denumirea provine de la uniformele negre.
Baletul cailor încălecați de Cadre Noir este impresionant. Spectacolele au loc tot timpul anului, atât la Saumur, cât și în cadrul diverselor evenimente de gală naționale și internaționale.